# Крапивня (приток Днепра)
Крапивня (бел. Крапіўня) — река в Гомельской области Беларуси, приток реки Днепр. Не судоходна. Длина реки — 20,4 км, площадь водосборного бассейна — 156 км².

## Гидрология
Начинается возле восточной окраины деревни Боец. Впадает в старое русло Днепра (озеро Крапивное в 0,5 км от посёлка Красный Октябрь Речицкого района Гомельской области. Речище канализировано на участках:
- исток — 0,8 км от посёлка Краснобудский на протяжении 3,5 км
- от деревни Рудня-Ольховка вниз по течению на протяжении 2,1 км
- 3,5 км от деревни Рудня-Ольховка — 1,5 км до посёлка Красный Октябрь на протяжении 2,2 км).

## Населённые пункты
- Боец
- Краснобудский
- Рудня-Ольховка
- Красный Октябрь

## Исторические сведения
- Австрийский дипломат Сигизмунд Герберштейн в своих «Записках о Московии» (1549) рассказывает, что потерпев тяжелое поражение от войска Великого княжества Литовского в битве под Оршей (1514), русские воины обратились в бегство и, пытаясь переправиться через Крапивню (которую Герберштейн называет Cropiwna), тонули в ней в таком количестве, что заставили её выйти из берегов[2].